# Cyklopropenium

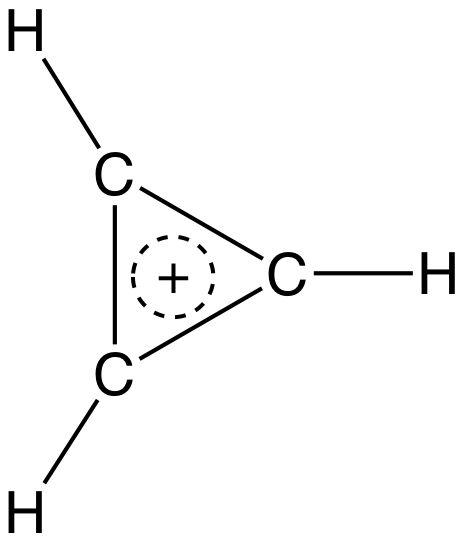
Cyklopropeniový kation

Cyklopropeniový ion je kation se vzorcem C3H +
3 , jde o nejjednodušší aromatický kation. Byly izolovány jeho soli a také, pomocí rentgenové krystalografie, popsána struktura řady jeho derivátů. Tento ion i několik jednodušších derivátů byly nalezeny v atmosféře Saturnova měsíce Titanu.

## Struktura

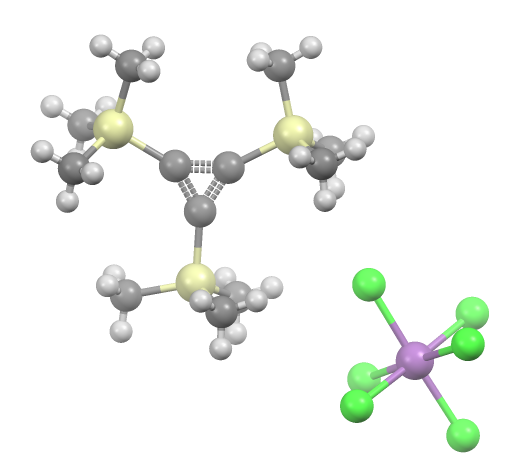
Struktura soli [C_{3}(SiMe_{3})_{3}]^{+}SbCl

Se dvěma π elektrony cyklopropeniové kationty odpovídají Hückelovu pravidlu aromaticity pro 4n+2 elektronů, zde n = 0. C3H3 jádro je rovinné a všechny vazby C–C jsou stejné; například kation u [C3(SiMe3)3]+SbCl −
6 , vzdálenosti C–C v kruhu se pohybují mezi 137,4(2) a 139,2(2) pm.

## Příprava

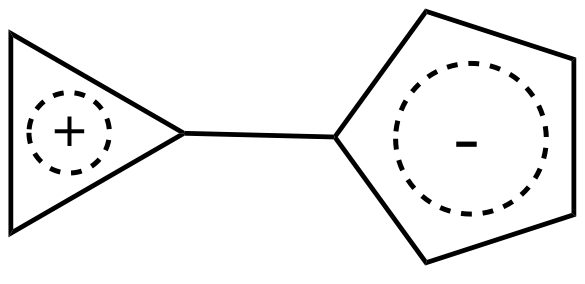
Kalicen obsahuje cyklopropeniový kruh.

Byly popsány soli mnoha cyklopropenylových kationtů; jejich stabilita závisí na sterických a indukčních efektech substituentů.
Sůl trifenylcyklopropenia jako první popsal Ronald Breslow v roce 1957. Získal ji ve dvou krocích, kdy nejprve provedl reakci fenyldiazoacetonitrilu s difenylacetylenem za vzniku 1,2,3-trifenyl-2-cyklopropennitrilu. Tutto látku poté nechal zreagovat s fluoridem boritým za vzniku [C3Ph3]BF4.
Zdrojový kation, [C3H3]+, byl popsán v podobě soli s hexachloroantimoničnanovýmaniontem (SbCl −
6 ), a to v roce 1970; při −20 °C je neomezeně stálý.
Soli trichlorcyklopropenia lze připravit odtržením chloridového iontu z tetrachlorcyklopropenu:
C3Cl4 + AlCl3 → [C3Cl3]+AlCl −
4 
Tetrachlorcyklopropen může být převeden na tris(terc-butyldimethylsilyl)cyklopropen. odštěpenímn hydridu s použitím tetrafluorboritanu nitrosonia se vytváří trisilylovaný cyklopropeniový kation.
Aminované cyklopropenové soli jsou poměrně stálé.
Kalicen je neobvyklým derivátem, jenž má cyklopropeniový ion propojený s cyklopentadienylovým.

## Reakce

### Organická chemie
Chloridy esterů cyklopropenia jsou meziprodukty při používání dichlorcyklopropenů k přeměně karboxylových kyselin na acylchloridy:
Podobné cyklopropeniové ionty vznikají při obnovování 1,1-dichlorcyklopropenů z cyklopropenonů.
Cyklopropeniumchloridy byly také využity k tvorbě peptidových vazeb, například na následujícím obrázku je znázorněna reakce aminokyseliny (chráněné boc) s nechráněnou aminokyselinou, cyklopropenium umožňuje vznik peptidové vazby přes tvorbu acylchloridu následovanou nukleofilní substituční reakcí s aminokyselinou.
Tento způsob vytváření acylchloridů může být také využit k přípravě alfa-anomerních monosacharidů.
Po použití cyklopropeniového iontu k získání chloridu na anomerním uhlíku je sloučenina jodována tetrabutylamoniumjodidem. Navázaný jod lze následně nahradit ROH skupinou a rychle tak alfa-selektivně vytvořit sacharid.
Je popsáno několik syntetických postupů využívajících otevírání cyklopropeniových kruhů za vzniku allylkarbenových kationtů. Produkt lineární degradace obsahuje jak nukleofilní, tak i elektrofilní atomy uhlíku.

### Organokovové sloučeniny

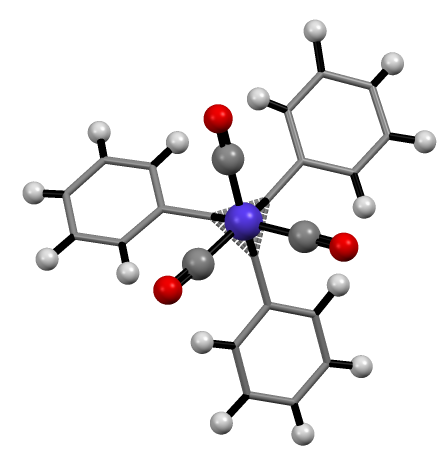
Struktura Ph_{3}C_{3}Co(CO)_{3} ze spodní strany osy C_{3} symetrie

Je popsán velký počet komplexů s cyklopropeniovými ligandy, například [M(C3Ph3)(PPh3)2]+ (M = Ni, Pd, Pt) a Co(C3Ph3)(CO)3. Tyto sloučeniny se připravují reakcemi cyklopropeniových solí s komplexy kovů v nízkých oxidačních číslech.

## Polyelektrolyty
Protože je známo mnoho jejich substituovaných derivátů, tak jsou cyklopropeniové soli předměty zájmu pro možné využití v polyelektrolytech, používaných například v rámci odsolování vody a v palivových článcích. Obzvláště vyhledávané jsou, díky své značné stálosti, tris(dialkylamino)cyklopropeniové soli.